# Naiumi Goldoni
Naiumi D'avila Goldoni (Canoas, 1 de outubro de 1984) é uma atriz, modelo, youtuber e influenciadora brasileira. Durante sua carreira como modelo, Goldoni morou em países como China, Índia, Malásia, África do Sul e Filipinas. Como atriz, interpretou seu primeiro papel de destaque em 2013 no remake da telenovela Chiquititas. Atualmente, produz conteúdo relacionado à maternidade em seu canal do YouTube, Naiumi Goldoni.

## Filmografia

### Televisão
| Ano  | Obra                          | Personagem              | Notas                  | Ref.        |
| ---- | ----------------------------- | ----------------------- | ---------------------- | ----------- |
| 2010 | Aventuras do Didi             | Marilyn Gates           | 1.ª temporada          | [ 5 ]       |
| 2013 | Chiquititas                   | Gabriela Almeida Campos |                        | [ 6 ]       |
| 2016 | A Terra Prometida             | Lina                    |                        | [ 7 ] [ 8 ] |
| 2018 | Jesus                         | Liba Dídimo             |                        | [ 9 ]       |
| 2023 | A Infância de Romeu e Julieta | Repórter                | Participação Especial  |             |
| 2023 | Compro Likes                  | Fernanda Migliari       | Episódio: "#NewWagner" |             |

### Cinema
| Ano  | Obra             | Personagem | Notas          | Ref.          |
| ---- | ---------------- | ---------- | -------------- | ------------- |
| 2014 | Depois da Poeira |            | Curta-metragem | [ 10 ] [ 11 ] |

## Vida pessoal
Naiumi nasceu em 1984, na cidade Canoas, Rio Grande do Sul. Filha de Marilei D’Avila Goldoni e Tadeu Goldoni, cresceu na cidade de Esteio, região metropolitana do estado. Em 2004, ingressou na faculdade de Jornalismo da Universidade Federal do Rio Grande do Sul (UFRGS), mas decidiu seguir com a formação acadêmica no curso de Teatro, no Centro Universitário da Cidade do Rio de Janeiro, onde se graduou em 2012.
No ano de 2014, se casou com o personal trainer André Moreira. Em 2015 começou um canal no YouTube, Trocando Figurinhas com Naiumi Goldoni, e ao engravidar de sua primeira filha, Maelle, firmou-se no segmento de família e maternidade como criadora de conteúdo/influenciadora. Em seu canal, aborda principalmente situações reais de sua vida de mãe, dicas de viagens em família, autocuidado, e educação financeira básica. Tem duas filhas: Maelle e Mavie, que movimentou a internet ao nascer em casa, em pleno 2020, em parto natural de 3h de duração no sofá, onde não deu tempo de chegar ao hospital. No ano de 2024, aos 39 anos, voltou a movimentar a intenet ao compartilhar que engravidou usando DIU, estando este corretamente posicionado, com a data de validade e com as ultrassonografias de rotina em dia. Naiumi compartilhou em suas redes sociais que está esperando um menino, o casal optou, assim como nas demais gestações, a revelar o nome escolhido após o nascimento.

## Ligações Externas
- Instagram